# Kelly Murphy
Kelly Murphy (ur. 20 października 1989 w Joliet (Illinois)) – amerykańska siatkarka, reprezentantka kraju, grająca na pozycji atakującej. 

## Sukcesy klubowe
Mistrzostwo Chin:
- 2019

## Sukcesy reprezentacyjne
Puchar Panamerykański:
- 2013[2]

Mistrzostwa Ameryki Północnej, Środkowej i Karaibów:
- 2013

Puchar Wielkich Mistrzyń:
- 2013

Mistrzostwa Świata:
- 2014[3]

Grand Prix:
- 2015
- 2016

Igrzyska Olimpijskie:
- 2016

Liga Narodów:
- 2018

## Nagrody indywidualne
- 2007: Najlepsza serwująca Mistrzostw Świata Juniorek
- 2013: MVP i najlepsza atakująca Mistrzostw Ameryki Północnej, Środkowej i Karaibów